# Raoul Pacaud
Pour les articles homonymes, voir Pacaud.
Raoul Pacaud, né le 31 octobre 1862 au Bernard (Vendée), mort le 30 mars 1932 à Angles (Vendée), est un homme politique français.

## Biographie
Fils d'une famille de paysans, Raoul Pacaud devient docteur en médecine. Il entre rapidement dans la vie politique, notamment aux côtés de Joseph Chailley, figure emblématique des républicains de Vendée. Il est tout d'abord conseiller d’arrondissement en 1895, puis maire d’Angles en 1897 et conseiller général pour le canton de Moutiers-les-Mauxfaits en 1898. Pacaud finit par remplacer Chailley dans la 1re circonscription des Sables-d'Olonne durant l'élection législative du printemps 1914. Son élection au premier tour, par 8 275 voix contre 8 258 à son adversaire de l'Action libérale populaire Henri Bazire, fait l'objet d'une contestation tant le score est serré. Des bulletins nuls en nombre supérieur à la différence de voix entre les deux candidats n'ayant pu être représentés à la commission de recensement des votes, c'est la Chambre des députés elle-même qui finit par trancher le 7 juillet, malgré les protestations des députés Driant et Beauregard, en confirmant par 237 voix contre 79 l'élection de Pacaud,. Il est député de la Vendée de 1914 à 1919 et de 1928 à 1932, inscrit au groupe de la Gauche radicale, et président du conseil général de la Vendée de 1920 à 1928.

## Source
- « Raoul Pacaud », dans le Dictionnaire des parlementaires français (1889-1940), sous la direction de Jean Jolly, PUF, 1960 [détail de l’édition]
- Fiche sur le site de l'Assemblée nationale